# Triumfetta rhomboidea
Triumfetta rhomboidea är en malvaväxtart som beskrevs av Nikolaus Joseph von Jacquin. Triumfetta rhomboidea ingår i släktet triumfettor, och familjen malvaväxter. Inga underarter finns listade i Catalogue of Life.

## Bildgalleri

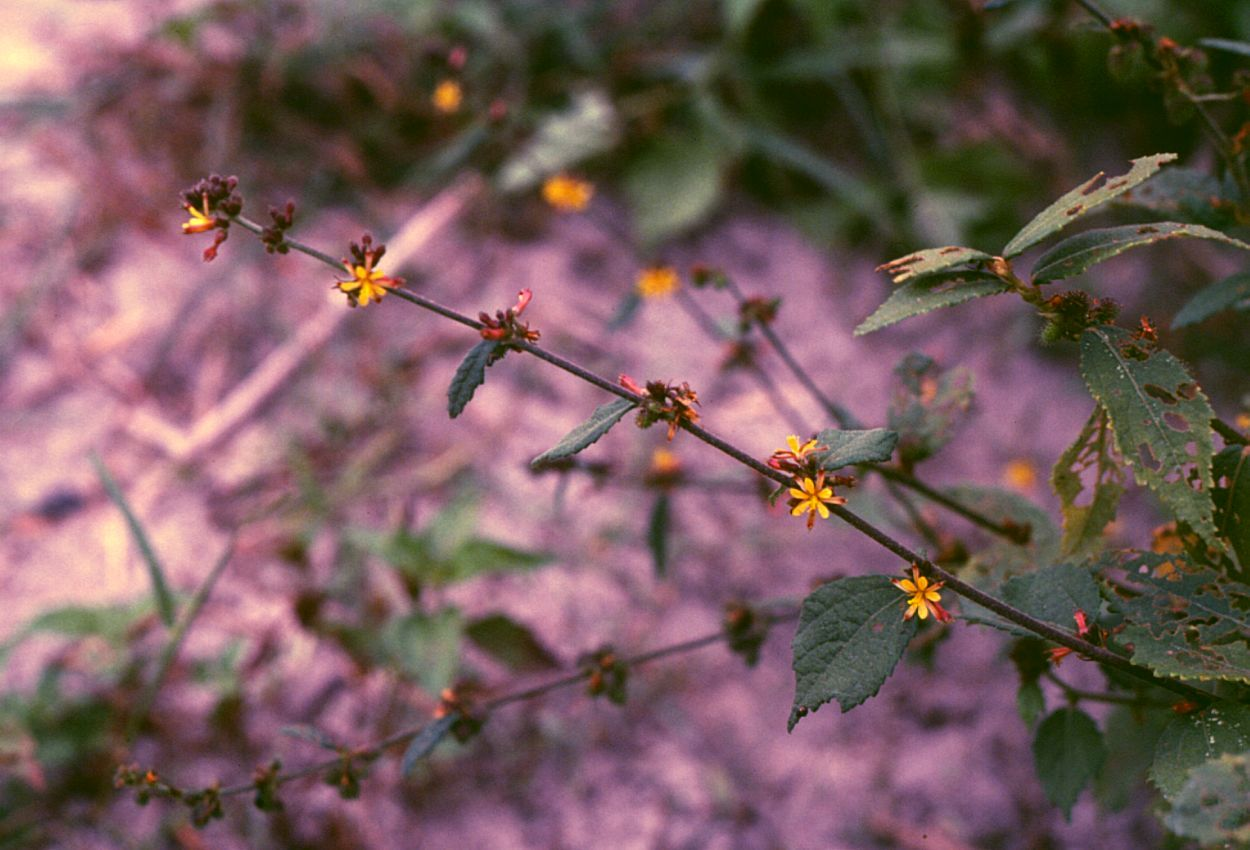
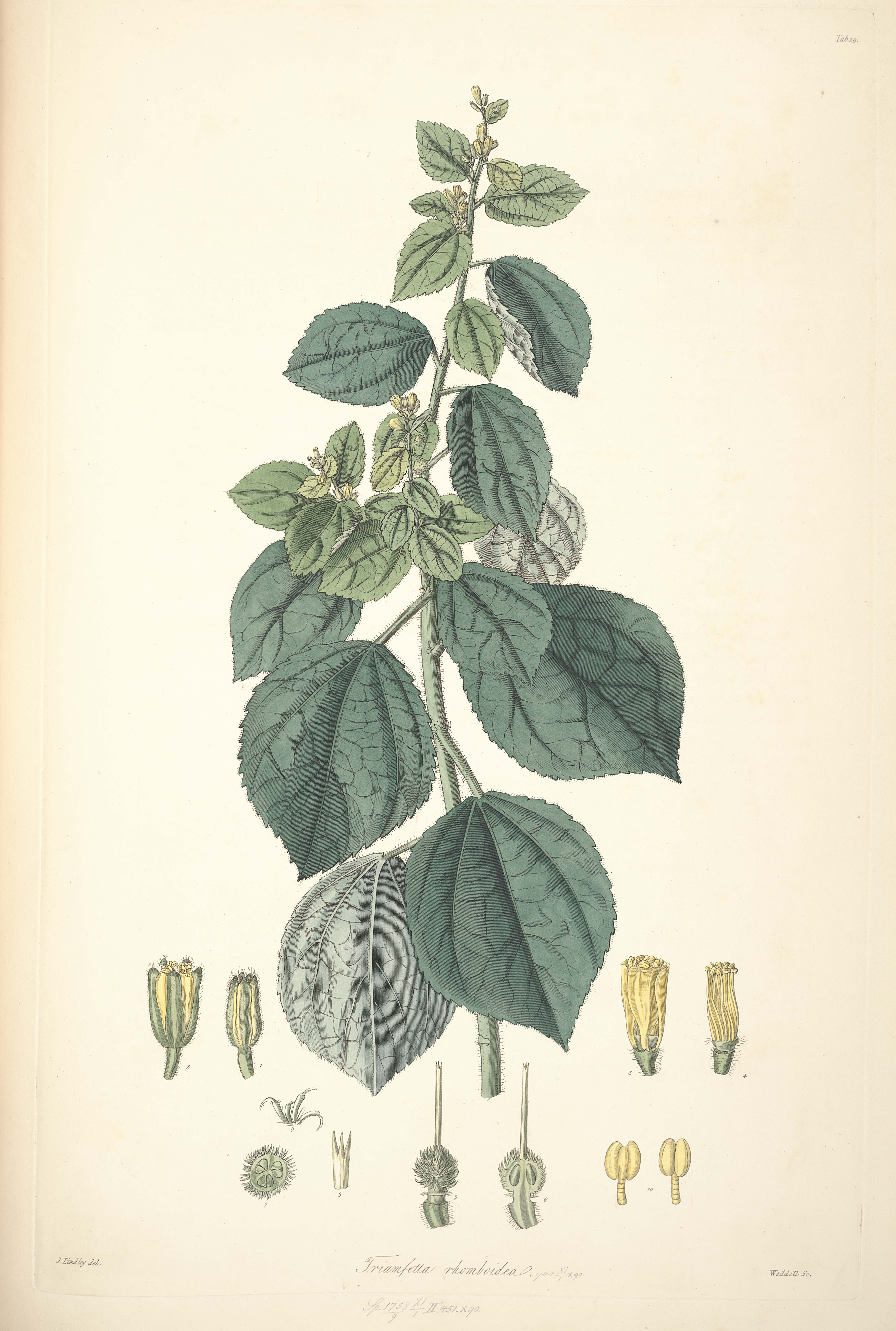